# Live and Acoustic at Park Ave.
Live and Acoustic at Park Ave. – minialbum zespołu Snow Patrol, wydany pod koniec 2005 roku. Wszystkie piosenki zostały nagrane na żywo, w wersji akustycznej.

## Lista utworów
1. "Spitting Games"
2. "How to Be Dead"
3. "Grazed Knees"
4. "Chocolate"
5. "Run"